# Sertularia loculosa
Sertularia loculosa är en nässeldjursart som beskrevs av Busk 1852. Sertularia loculosa ingår i släktet Sertularia och familjen Sertulariidae. Inga underarter finns listade i Catalogue of Life.